# The Fourth World
The Fourth World è un album del gruppo musicale pop/funk statunitense Kara's Flowers (che successivamente cambierà nome in Maroon 5), pubblicato nel 1997.

## Tracce
1. Soap Disco – 2:40
2. Future Kid – 4:44
3. Control Myself – 3:05
4. Oliver – 2:38
5. The Never Saga – 3:58
6. Loving the Small Time – 3:32
7. To Her with Love – 2:52
8. Sleepy Windbreaker – 3:05
9. Pantry Queen – 3:45
10. My Ocean Blue – 3:11
11. Captain Splendid – 5:59
12. Buddy Two-Shoes Wilson – 2:19 – bonus track versione giapponese

## Formazione
- Adam Levine - voce, chitarra
- Mickey Madden - basso
- Ryan Dusick - batteria, percussioni
- Jesse Carmichael - chitarra, voce secondaria

### Altri musicisti
- Roger Manning Jr. - tastiere